# Rusănești
Rusănești è un comune della Romania di 4 842 abitanti, ubicato nel distretto di Olt, nella regione storica dell'Oltenia.
Il comune è formato dall'unione di 2 villaggi: Jieni e Rusănești.